# Notabene 45
In dem 1961 erschienenen literarischen Tagebuch Notabene 45 beschreibt Erich Kästner seine Erlebnisse im zusammenbrechenden Dritten Reich am Ende des Zweiten Weltkriegs.
Der auf Tagebuchnotizen beruhende Bericht beginnt am 7. Februar 1945 kurz vor dem verheerenden Bombenangriff auf Dresden, der Geburtsstadt Kästners. In Berlin versuchten einige Filmleute, sich aus der brennenden Hauptstadt abzusetzen. Unter dem Vorwand, den Film Das verlorene Gesicht produzieren zu wollen, reiste eine 60-köpfige Truppe aus Schauspielern, Kameraleuten, Tontechnikern usw. nach Mayrhofen in Tirol. Mit dabei war als angeblicher Drehbuchautor Erich Kästner, den Freunde nachträglich auf die Teilnehmerliste geschmuggelt hatten. Das Propagandaministerium, das dieses Projekt zunächst ablehnte, wurde mit einem Hinweis, dass dieser Film für den kurz bevorstehenden Endsieg gedacht sei, elegant ausmanövriert. Über die Tatsache, dass es gar kein Filmmaterial mehr gab, sah man großzügig hinweg. Der Bericht endet am 2. August 1945, kurz vor der Gründung des Kabaretts Die Schaubude, für die Kästner Texte lieferte.
Obwohl Erich Kästner vom NS-Regime mit einem Schreibverbot belegt, seine bis dahin veröffentlichten Bücher 1933 verbrannt wurden und er mehrfach von der Gestapo verhört worden war, ist Notabene 45 nicht ausschließlich als Abrechnung mit dem verhassten Regime zu verstehen. Mit beißender Ironie kommentiert er den alltäglichen Wahnsinn, etwa die bis zuletzt unermüdlich arbeitende Bürokratie, die inmitten allgemeiner Auflösungserscheinungen korrekt ausgefüllte Formulare in achtfacher Ausfertigung verlangte. Untaten der alliierten Truppen in der Endphase des Krieges (siehe Sexuelle Gewalt im Zweiten Weltkrieg, Sowjetische Kriegsverbrechen im Zweiten Weltkrieg) und als Besatzer, zum Beispiel Vergewaltigungen, benennt er ebenfalls. Trotz eines immer wieder einfließenden Sarkasmus werden die meisten Geschehnisse wertfrei und neutral geschildert; Notabene 45 kann durchaus als Zeitzeugnis gelten.
Inhalte des Buches wurden unter dem Titel Das Blaue Buch als Kriegstagebuch mit Roman-Notizen im Jahr 2006 neu aufgelegt.
Im Jahr 1986 setzte Heinrich Breloer Kästners Aufzeichnungen als Fernsehdokumentation unter dem Titel Das verlorene Gesicht um. Über einen Zusammenhang zum Filmdrama Das verlorene Gesicht von Kurt Hoffmann aus dem Jahr 1948 kann hingegen nur spekuliert werden.